# Nicolas Claude
Pour les articles homonymes, voir Claude.
Nicolas Claude, né le 11 novembre 1821 à Celles-sur-Plaine (Vosges) et mort le 27 février 1888 à Paris, est un industriel et un homme politique français.

## Biographie
Fils de boulanger, il est envoyé au petit séminaire de Senaide dans les Vosges qu'il quitte sans le finir. Il rejoint la filature d'Élisabeth Géhin à Saulxures-sur-Moselotte en 1843 et en devient rapidement un collaborateur. Il forme ses deux fils, qui meurent jeunes de tuberculose en 1868 et 1869. Il devient alors directeur général de la filature et héritier du patrimoine industriel de Madame Géhin. 
Il noue des relations avec de grands industriels de Mulhouse dont Auguste Nefftzer avec qui il fonde le journal Le Temps . Il écrit dans L'Industriel Alsacien pour s'opposer au libre-échange et demander des mesures protectionnistes. Il fonde le syndicat des industries cotonnières de l'Est en 1869.
Depuis 1848, Nicolas Claude est républicain mais sans rentrer sur le terrain politique, se contentant  d'accepter la mairie de Saulxures-sur-Moselotte. Il est élu le 8 février 1871 représentant à l'Assemblée Nationale, donnant sa démission après l'annexion de l'Alsace-Lorraine mais la retirant ensuite. Il est élu conseiller général des Vosges le 8 octobre 1871 pour le canton de Saulxures-sur-Moselotte, et après avoir obtenu la majorité au Conseil, il en devient le président avant de céder sa place à Jules Ferry pour en devenir le vice-président. 
Il se marie le 8 mars 1877 avec Anna Géhin, veuve Galtier, nièce et héritière de la partie foncière d'Élisabeth Géhin. Il devient alors propriétaire de l'ensemble des propriétés de la famille Géhin, à la tête d'une des plus grandes fortunes des Vosges. 
Après son élection au Sénat, il siège au Centre gauche et en devient le président pendant quelques années.
Très attaché aux doctrines protectionnistes, Nicolas Claude les défend constamment, tant comme président et fondateur du Syndicat cotonnier de l'Est que comme président puis vice-président du conseil général des Vosges ou comme sénateur. Vers la fin de sa carrière, il fait adopter l'idée d'une vaste enquête économique sur l'alcool et il en dirige lui-même les travaux. Il succombe en 1888 aux suites d'une affection de la gorge dont il souffrait depuis longtemps.